# География Лесото

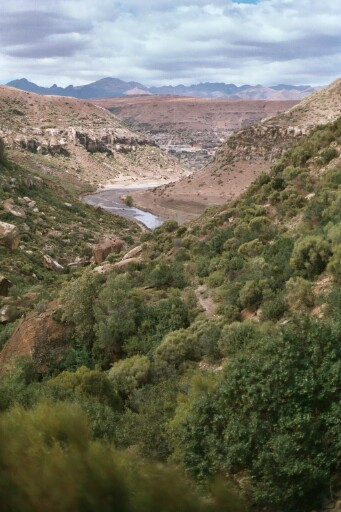
Пороги реки Макаленг в нагорьях Лесото.

Лесо́то — государство в Южной Африке, анклав, полностью окружённый территорией Южно-Африканской Республики.
Занимает площадь 30 355 км².
Общая длина государственной границы с ЮАР — 909 км.
Самая высокая точка — гора Табана Нтленьяна (Thabana Ntlenyana) 3482 м.
Самая низкая точка Лесото — соединение рек Оранжевой и Макхаленг 1400 м. Страна изрезана труднопроходимыми горами и холмами. Значительная часть страны находится выше 1800 м.
Климат в Лесото сравнительно холодный, хотя летом в Масеру и долинах температура поднимается до 30°, зимы бывают морозными и в горных районах бывает от −7 °C до −18 °C. Между маем и сентябрём горные районы покрываются снегом.
На территории государства расположен водопад Малецуньяне высотой 192 метра.